# LAE J095950.99+021219.1
LAE J095950.99+021219.1 es una de las galaxias más distantes descubiertas hasta ahora, y tiene un gran uso científico, ya que ha revelado muchos detalles importantes del universo temprano y de las estrellas emergentes. LAE J095950.99+021219.1 está a unos 13 billones de años luz de distancia y es uno de los objetos conocidos más distantes del universo. Es un emisor Lyman-alfa.
LAE J095950.99+021219.1 fue descubierto a mediados de 2012. Fue observado utilizando los Telescopios Magallanes en el Observatorio Las Campanas en Chile. LAE J095950.99+021219.1 está emitiendo luz identificada en un corrimiento al rojo de 6.944. Es 2-3 veces más débil que otras galaxias emisoras Lyman-Alpha.